# Attacullaculla
Attacullaculla de Chota-Tenase (né vers 1708 ; mort vers 1777) était le chef amérindien des Cherokees de 1761 environ à 1775. Il était aussi connu sous le nom de Little Carpenter (Petit charpentier) et les britanniques l'appelaient aussi Prince de Chote-Tenase  ou Prince de Chota, parce que son père Moytoy I avait été le chef de la capitale Chota-Tanasi. Son nom est également écrit Attakullakulla. Son fils était Dragging Canoe.
Selon James Mooney, son nom cherokee était « Ata'-gul-kalu » ce qui pourrait signifier bois courbé, de ata qui signifie bois et de gulkalu, un verbe qui implique quelque chose de long et non soutenu, penchant contre un autre objet.
La tradition familiale affirme qu'il est né vers 1708 sur l'île Seivers (près de Chota) de l'union de Nancy Moytoy (la fille aînée de Moytoy I) et d'un homme Algonquin nommé White Owl Raven (et aussi Raven de Chota). Il s'est marié avec Nionne Ollie, qui était la fille de son cousin Oconostota (le mariage était permis parce qu'ils appartenaient à des clans différents, lui du clan des loups, elle de celui des peints.
En 1730, il fait partie des quatorze chefs cherokees, qui à l'occasion de la signature du traité d'amitié et de commerce signé avec la Grande-Bretagne, font le voyage à Londres et sont reçus par le roi George II.